# Mesure de Lebesgue en dimension infinie
En mathématiques, et plus précisément en théorie de la mesure on peut démontrer qu'il n'y a pas d'analogue de la mesure de Lebesgue sur un espace de Banach de dimension infinie. D'autres sortes de mesures peuvent cependant être utilisées dans ce cas, par exemple, la construction d'un espace de Wiener abstrait (en). Il est également possible de partir de la mesure de Lebesgue sur des sous-espaces de dimension finie, et de considérer certains ensembles analogues aux ensembles de mesure nulle et de leurs complémentaires, les ensembles  timides et prédominants (en).
Toutefois, les compacts  d'espaces de Banach peuvent parfois porter des mesures naturelles, ainsi le cube de Hilbert peut être muni de la mesure de Lebesgue produit.  De même, le groupe topologique compact obtenu comme produit d'une infinité de copies du cercle unité est de dimension infinie, mais admet une mesure de Haar invariante par translation.

## Motivation
On peut montrer que la mesure de Lebesgue λn sur l'espace euclidien Rn est localement finie, strictement positive et invariante par translation, c'est-à-dire que :
- tout point x de Rn possède un voisinage ouvert Nx de mesure finie λn(Nx) < +∞ ;
- tout ouvert non vide U de Rn a une mesure positive λn(U) > 0 ;
- si A est un sous-ensemble mesurable de Rn, que Th : Rn → Rn, Th(x) = x + h est la translation de vecteur h, et que  (Th)∗(λn) est la mesure image de λn par Th, alors (Th)∗(λn)(A) = λn(A).

Ce sont ces trois propriétés qui rendent la mesure de Lebesque naturelle ; pour les besoins de l'analyse fonctionnelle, on aimerait disposer de mesures ayant ces propriétés dans des espaces de dimension infinie, comme les espaces Lp ou l'espace des chemins continus. Malheureusement, cela est impossible.

## Énoncé du théorème
Soit (X, ||·||) un espace de Banach séparable de dimension infinie. Si μ est une mesure de Borel localement finie et invariante par translation sur  X,  μ est la mesure triviale, pour laquelle μ(A) = 0 pour tout ensemble mesurable A. De façon équivalente, toute mesure invariante par translation et non identiquement nulle donne une mesure infinie à tous les ouverts (non vides) de X.

## Démonstration
Soit (X, ||·||) un espace de Banach séparable de dimension infinie, et μ une mesure de Borel localement finie et invariante par translation sur  X. Supposons que, pour un certain δ > 0, la boule ouverte B(δ) de rayon  δ soit de mesure finie. Comme X est de dimension infinie, il existe alors une suite de boules ouvertes disjointes deux à deux, Bn(δ/4), n ∈ N, de rayon δ/4, toutes contenues dans B(δ). L'invariance par translation assure que toutes ces boules ont la même mesure, et sont donc de mesure nulle, sinon la mesure de B(δ) serait plus grande que la somme des mesures des boules. Comme X est séparable, on peut le recouvrir par une réunion dénombrable de boules de  rayon δ/4 ;  la mesure de X est donc nulle et μ est la mesure triviale.

## Mesures sur des compacts en dimension infinie
En dépit du théorème précédent, certains sous-espaces compacts d'espaces de Banach peuvent être munis d'une mesure ayant de bonnes propriétés ; c'est par exemple le cas de groupes topologiques compacts (ou localement compacts), qui possèdent une mesure de Haar, ainsi que du cube de Hilbert.

## Solutions alternatives
Des concepts plus faibles ont été développés pour pallier cette difficulté ; c'est en particulier le cas de l'espace de Wiener.